# Егоров, Валентин Петрович
Валенти́н Петро́вич Его́ров  (18 марта 1947 года, СССР) — советский футболист, ныне детский тренер футбольного клуба «Астана».

## Биография
Карьеру Егоров начал в алма-атинском «Кайрате». В 1969 году играет за карагандинский «Шахтёр», а через год переходит в павлодарский «Иртыш». С 1972 по 1978 года играет за команду «Целинник». После игровой карьере длительное время работает в структуре целиноградского футбола. Так, в октябре 1979 году, после отставки главного тренера Владимира Котлярова, Егоров стал исполняющим обязанности главного тренера. В последующим в аналогичной должности Егоров окажется ещё несколько раз, а именно в мае и ноябре 1996 года, в сентябре 1998. После финансовых затруднений клуба «Астаны» в 2008 году Егоров, как и многие другие работники клуба переходит в новый футбольный проект «Локомотив».

## Семья
Жена — Егорова Любовь Григорьевна, два сына -Денис и Сергей.